# راسيل رووي
راسيل رووي (14 مايو 1975 في المملكة المتحدة - ) (بالإنجليزية: Russell Rowe)‏ هو لاعب كريكت بريطاني. لعب مع Wiltshire County Cricket Club ‏.